# Districte de Compiègne
El Districte de Compiègne és un dels quatre districtes amb què es divideix el departament francès de l'Oise, a la regió dels Alts de França. Té 10 cantons i 156 municipis. El cap del districte és la sotsprefectura de Compiègne.

## Cantons
cantó d'Attichy - cantó de Compiègne-Nord - cantó de Compiègne-Sud-Est - cantó de Compiègne-Sud-Oest - cantó d'Estrées-Saint-Denis - cantó de Guiscard - cantó de Lassigny - cantó de Noyon - cantó de Ressons-sur-Matz - cantó de Ribécourt-Dreslincourt